# Erebochlora regularis
Erebochlora regularis är en fjärilsart som beskrevs av Paul Dognin 1911. Erebochlora regularis ingår i släktet Erebochlora och familjen mätare. Inga underarter finns listade i Catalogue of Life.